# Виктория (водопад)
Вижте пояснителната страница за други значения на Виктория.
Виктория е водопад (по-точно, група от водопади) на река Замбези между африканските държави Замбия и Зимбабве.
Местното име на водопада е Mosi-oa-Tunya (на местен език означава гърмящ дим), навярно защото в равнината около Замбези от десетки километри разстояние се вижда облак мъгла над водопада. Племената, които започвали да се заселват по тези места в края на I век, може би дълго не са подозирали, че гърми спокойно течащата, разлята около безброй острови река, която неочаквано се хвърля в тясна дълга пропаст, за да продължи пак така спокойна и пълноводна по пътя си на изток през Централноафриканското плато към Индийския океан.
Водопадът се смята за една от най-големите географски забележителности на Африка. Няма открити записки за откриването на водопада нито по времето на арабските търговци през Х век, нито по времето на португалските изследователи шест века по-късно. Поради тази причина водопадът е смятан за „открит“ от шотландския мисионер Дейвид Ливингстън, който, търсейки търговски път към източноафриканския бряг, видял водопада на 16 ноември 1855 г. и го нарекъл Виктория в чест на английската кралица. Уникалният водопад се намира на около 1000 m надморска височина, между горното и средното течение на река Замбези, и нарушава традиционните представи с това, че водната маса не набира скорост към ръба, а от ленива река равнината се превръща за миг в бучаща стихия; сякаш базалтовата скала изведнъж се е пропукала, за да я погълне. Това е началото на каньона, първите 1700 m, от които са заети от Виктория. Другата особеност е липсата на езеро, което да поема над 500-те милиона литра вода, падащи всяка минута. Между еднакво високите си отвесни стени, раздалечени на места на 30, а другаде на 80 метра, Виктория е над два пъти по-широк и също толкова по-дълбок от Ниагарския водопад. Завесата от буйно разпенена вода по северната стена достига до 120 m, където се кълбят облаци от пръски, скриващи от погледа дъното на водопада. Все по-рехави във височина, тези облаци се издигат понякога до 400 m и, носени от вятър като струя на шадраван, оросяват дъждовната гора покрай южната страна.
Виктория и площта около водопада е включена в два национални парка – „Гърмящият дим“ в Замбия и „Виктория фолс“ (Victoria Falls) в Зимбабве. Тропическата растителност, грижливо поддържаните алеи и сенчести места за отмора, заедно с хабитата на антилопата импала, превръща Виктория в главна туристическа атракция. Обичайният туристически маршрут започва от паметника на Ливингстън в западния край на водопада и минава по 77 високи стъпала надолу по една ниша в отвесна скала, много точно назована „Креслото“. Водопадната завеса си има дялове с различни имена – Главен водопад, Водопад на дъгите, Дяволски водопад и Източен водопад. От северната стена племето тонга имало някога обичай да хвърля на боговете долу жертвени животни, за да измоли дъжд. Впоследствие селищата близо до водата били изоставени, тъй като тропическата треска едва не ги обезлюдила. Пътеката по ръба на бездната извежда над Кипящия котел, което събира сякаш последната ярост на падащата вода. Досами него под прав ъгъл към водопада каньонът е пресечен от моста на железопътната линия, построена в края на века като част от проекта за свързване на Северна с Южна Африка. Казват, че грохотът на водопада заглушава шума от влака.
Според някои изчисления Виктория е най-големият водопад в света. Широк е 1,7 km и е висок между 90 и 107 m. Интересен е с това, че водата пада в котловина и от подходящо разстояние човек може да обхване с поглед целия водопад.
Виктория е част от 2 национални парка и е една от най-известните туристически дестинации в Африка. Част е от списъка на ЮНЕСКО за световно наследство. Водопадът е също едно от Седемте природни чудеса на света.
През декември 2013 г. управляващата партия ZANU-PF преименува водопада на „Моси-оа-Туня“ (Mosi-оа-Tunya), което в превод означава „Гърмящ дим“ и е местното му название. 

## Галерия
- Изглед към водопада от Замбийската страна.
- Изглед към водопада от Зимбабвийската част.
- Водопадът през юли (видео).